# (73060) 2002 FZ7
(73060) 2002 FZ7 – planetoida z pasa głównego asteroid okrążająca Słońce w ciągu 3,32 lat w średniej odległości 2,23 j.a. Odkryta 16 marca 2002 roku.